# Neptunova jama (Sardinija)
Neptunova jama (italijansko Grotte di Nettuno, katalonsko Coves de Neptú) je kraška jama približno 24 km od Alghera na severozahodnem delu rta Capo Caccia ob severozahodni obali Sardinije.
Tukajšnje jame so odkrili lokalni ribiči v 18. stoletju in so od takrat priljubljena turistična znamenitost. Jama je dobila ime po rimskem bogu morja Neptunu.

## Opis
Vhod v  Neptunovo jamo leži le dva metra nad morsko gladino ob vznožju 110 m visoke pečine Capo Caccia in jo je zato mogoče obiskati zgolj ob mirnem morju. Stopnišče Escala del Çabirol (katalonsko: Srnjakovo stopnišče) s 654 stopnicami je bilo v skalo vsekano leta 1954 ter vodi od parkirišča na vrhu klifa navzdol do vhoda v jamo. Jama je dostopna tudi po morju z ladjico iz pristanišča Alghero (poleti ladje vozijo vsako polno ure, manj pogosto pa spomladi in jeseni). Drugi dve jami ležita v bližini: Zelena jama, ki ni odprta za turiste in Grotta di Ricami, ki je dostopna samo z morja. V bližini je veliko podvodnih jam, ki so pravi raj za ljubitelje potapljanja, največja in najbolj znana med njimi je jama Nereo, ki jo vsako leto obišče na tisoče potapljačev.
Skupna dolžina jamskega sistema je ocenjena na okoli 4 kilometre vendar je le nekaj sto metrov dostopnih javnosti. V notranjost jame so prehodi in razne formacije stalagmitov in stalaktitov ter 120 metrov dolgo slano jezero, ki je na nivoju morske gladine. Jama je bila nekoč [[habitat] tjulnja sredozemske medvedjice (Monachus monachus), ogrožene vrste, ki pa je na tem območju že izumrla.

## Turizem
Turistom, ki obiskujejo jamo so na voljo vodeni ogledi po osvetljeni poti, turistični vodiči dajejo informacije o jami v italijanskem in angleškem jeziku. Jama je zelo obiskana, na vrhuncu turistične sezone v avgustu jo lahko obišče okoli 200 ljudi naenkrat.

## Dogodki
V Neptunovi jami je bila poleti 1978 posneta nanizanka Otok mutacije. Za približno dva meseca so jamo preoblikovali v prebivališče velikanov. V znanstvenofantastični seriji je igrala glavno vlogo Barbara Bach, serijo je režiral Sergio Martino.